# Spedizione spagnola in Sardegna
La spedizione spagnola in Sardegna, ebbe luogo tra il mese di agosto e il mese di novembre del 1717. Fu la prima azione militare tra la Spagna e l'Austria dopo la guerra di successione spagnola (1701-1714) e fu la causa diretta dello scoppio della Guerra della Quadruplice alleanza (1718-1720). Le truppe spagnole comandate da Jean François de Bette, marchese di Lede e José Carrillo de Albornoz, conte di Montemar, e supportate dalla flotta spagnola, sconfissero facilmente le truppe imperiali e riconquistarono l'intera isola di Sardegna, facente parte dei domini degli Asburgo d'Austria da pochi anni, a partire dalla Pace di Rastatt del 1714.

## La conquista
Spinto dal cardinale Giulio Alberoni, Filippo V di Spagna decise di riconquistare la Sardegna e la Sicilia che erano state sottratte alla Spagna a seguito della sconfitta nella guerra di successione.
Il grosso della spedizione spagnola partì dal porto di Barcellona il 24 luglio mentre il 30 dello stesso mese partì il resto della flotta  (le date sono tuttavia incerte ). La squadra navale poteva contare su 9 vascelli, 6 fregate, 3 galee, 2 bombarde 2 brulotti  ed era ripartita in due divisioni, una comandata dal Marchese de Mari e l'altra da Baltasar de Guevara mentre le galee erano guidate da Francisco Grimau . Le truppe iberiche, agli ordini del fiammingo Jean François de Bette e composte da 8 500 fanti e 500 cavalieri, si imbarcarono su 80 navi da trasporto .
Il 22 agosto, le flotte spagnole sbarcarono in Sardegna (nei pressi di Quartu Sant'Elena) le cui difese erano comandate dal viceré austriaco, il marchese di Rubì . Solo le città di Cagliari, Alghero e Castellaragonese (l'attuale Castelsardo) opposero una certa resistenza. Cagliari fu subito posta d'assedio e venne presa dagli spagnoli il 4 ottobre . Pochi giorni dopo, il 19 ottobre, le truppe spagnole assediarono Alghero che si arrese il 25 ottobre . Castellaragonese cadde il 30 ottobre.
La veloce vittoria, costata circa 500 perdite (causate più dalla malaria che dal nemico), fu propiziata anche dall'azione psicologica svolta del marchese di San Felipe il quale girò l'isola incoraggiando i suoi abitanti che, scontenti della nuova dominazione austriaca, preferivano ritornare sotto il dominio iberico .
A fine novembre gran parte del corpo di spedizione, ad eccezione di 3000 uomini e 2 galee che rimasero sull'isola come presidio, fece ritorno a Barcellona.